# Vanir
Los vanir (en singular vanr) son uno de los dos grupos de dioses de la mitología nórdica, los otros son los æsir. Los vanir, que habitan la tierra de Vanaheim (en nórdico antiguo: «hogar de los Vanir»), son asociados con la fertilidad, la sabiduría, la riqueza y el comercio, y la capacidad de ver el futuro. El nombre quizás[cita requerida] tenga una raíz proto-indoeuropea *wen- «luchar, ganar», relacionado con Venus (comparar con Vanadis), Wynn (protogermánico *Wanizaz, griego antiguo Wanax). 
Como reparación por la tortura de su diosa Gullveig, los vanir exigieron a los æsir una compensación monetaria o igualdad de estatus. En lugar de ello, los æsir declararon la guerra y sufrieron numerosas derrotas antes de concederles a los vanir la igualdad. Los vanir enviaron a sus dioses Njörðr y Freyr a vivir con los æsir y recibieron a cambio a Hœnir y Mímir. El nacimiento del dios poeta Kvasir fue el resultado del ritual de paz en el que las dos razas mezclaron su saliva en el mismo recipiente. Tras la guerra entre los æsir y los vanir, estos pasaron a ser un subgrupo de los æsir. En consecuencia, miembros de los vanir son también llamados a veces miembros de los æsir.
Los vanir son mencionados en la Edda poética, compilada en el siglo XIII a partir de fuentes tradicionales previas, así como en la Edda prosaica y el Heimskringla, ambas escritas en el siglo XIII por Snorri Sturluson, y en la poesía de los escaldos. Los vanir solo son mencionados en estas fuentes en nórdico antiguo. 
Todas las fuentes describen al dios Njörðr y a sus hijos Freyr y Freyja como miembros de los vanir. Un relato en prosa evemerizado en el Heimskringla añade que la hermana de Njörðr (cuyo nombre no se menciona) y Kvasir eran vanir. Además, el Heimskringla habla de un relato sobre la visita del rey Sveigðir a Vanaheimr, donde conoce a una mujer llamada Vana y los dos tienen un hijo llamado Vanlandi (cuyo nombre significa «Hombre de la tierra de los vanir»).
Aunque no se les menciona como vanir, se ha teorizado que los dioses Heimdall y Ullr podrían ser miembros potenciales del grupo. En la Edda prosaica, un nombre que aparece para los jabalíes es «Niño van». Académicos han teorizado que los vanir pueden estar relacionados con los gullgubber, pequeños trozos de láminas de oro encontrados en Escandinavia en algunos sitios de construcción desde el Período de las grandes migraciones hasta la Era Vikinga y, ocasionalmente, en tumbas. Se ha especulado sobre si los vanir representaban originalmente deidades preindoeuropeas o dioses indoeuropeos de la fertilidad, y se ha teorizado sobre una forma de los dioses tal y como eran venerados por los anglosajones paganos.

## Miembros
Los principales son Njörðr, el padre de los dioses vanir dios del mar, Frey dios de la fertilidad y Freyja, diosa del amor y la sexualidad. Estos vivían junto a los æsir en el Asgard, después del intercambio de rehenes tras la guerra que los enfrentó. El poema Skírnismál de la edda poética islandesa cuenta la historia de Freyr buscando su amor. Freyr sentado sobre el trono de Odín, sobre los mundos, espíaba a la gigante Gerd, de la cual se enamoró. Entregó su caballo y su espada mágica a Skirmir, a cambio de que fuera a buscar a Gerd y manifestarle el amor que Frey sentía por ella. Skirmir lo hizo, y luego de amenazar a Gerd con maldecirla, ella aceptó casarse con Frey. Debido a este incidente, Frey no tendrá su espada cuando llegue el Ragnarök.
Para terminar la guerra entre los dioses, ambos bandos acordaron intercambiar rehenes. Sin embargo los vanir fueron engañados; furiosos cortaron la cabeza de uno de sus rehenes, Mímir, y la enviaron a los æsir. Odín recibió la cabeza y la colocó bajo el árbol de la vida, el Yggdrasil. El origen de algunos vanir, como Skaði, Lýtir, Gerd y Óðr es debatido. Óðr apenas es mencionado en las Eddas como esposo de Freyja, pero nada más se sabe de él (aunque a veces parece ser uno de los nombres de Odín). Los dioses Njörðr y Frey aparecen en la saga de los Ynglings de Snorri Sturluson como reyes de Suecia. Sus descendientes en el trono de Suecia pueden ser llamados vanir como:
- Fjölnir, hijo de Frey y de la gigante Gerd.
- Sveigder que se casó con Vana de Vanaheim con quien tuvo como hijo a Vanladi
- Vanlandi cuyo nombre se relaciona con los vanir, y que se casó con una hija del jotun Snær

## Características
Son dioses de la fertilidad, el mar y la prosperidad. Mientras que los æsir fueron dioses de la guerra, los vanir eran ricos y dadores de riqueza, patrones de la fecundidad, placer y paz, y con los æsir, traían unidad. Tenían un profundo conocimiento de las artes mágicas, por lo que eran capaces de predecir el futuro. Se decía que Freyja enseñó magia a los æsir. También practicaban endogamia e incesto, ambos tabúes entre los æsir; por ejemplo Freyr y Freyja eran hijos de Njörðr y su hermana Nerthus. Esto luego llevó a conflictos cuando los cristianos intentaron convertir a los paganos nórdicos. El culto a los vanir era predominante en comunidades pesqueras.

### Los vanir y los elfos
Las eddas posiblemente identificaron a los vanir con los elfos alfar, es frecuente que intercambien "æesir y vanir" por "æesir y alfar" cuando quieren referirse a todos los dioses. Tanto vanir como los alfar tenían poderes sobre la fecundidad y este intercambio sugiere que vanir podría ser sinónimo de "elfos". Cabe[cita requerida] suponer que existía una diferencia de jerarquías entre los elfos, que eran deidades de la fertilidad menores, mientras que los vanir eran los dioses principales. Freyr podría haber sido un gobernante de los elfos en el Alfheim.

## Los principales dioses Vanir
- Freyja, dependiendo de la fuente, puede ser: diosa del amor, la belleza y la fertilidad o de la guerra, la muerte, la magia, la profecía y la riqueza.
- Freyr, dios de la lluvia, del sol naciente y de la fertilidad.
- Gerd, diosa de la fertilidad y del sexo (una gigante, esposa de Freyr)
- Gullveig, cuando los æsir la trataron mal, estalló la guerra.
- Hœnir, un rehén æsir.
- Mímir, un rehén æsir al que los vanir cortaron la cabeza y se la enviaron a Odín.
- Kvasir, vanir más sabio de todos los dioses.
- Lytir, dios adivino.
- Njörðr, dios de la tierra fértil y de la costa marina, náutica y la navegación.
- Nerthus, diosa de la tierra.
- Skaði, diosa del invierno y cazadora. Aunque en realidad es una gigante, fue la mujer de Njorð, por eso se la considera parte de los vanir.

Hay una posible relación entre Heimdall y los vanir, según H.R. Ellis Davidson[cita requerida].

## Enfrentamiento con los æsir
Hubo un tiempo que Odín convocó a los dioses en asamblea en Asgard, y decidieron que nunca habría una guerra dentro del reino de Asgard, que siempre habría paz mientras los æsir gobernasen. Los dioses crearon una forja donde fabricaron en ella sus armas y todos los ornamentos para sus bellos y majestuosos palacios.
En el centro existía Yggdrasil, el árbol más robusto jamás conocido. Sus tres raíces estaban situadas en Niflheim, otra en Jotunheim y la tercera en Asgard, lo que daba estabilidad al universo. Junto a las raíces fluía un arroyo. En el que estaba próximo a la del Niflheim habitaba un dragón llamado Nidhogg, que roía continuamente la raíz, con la esperanza de que conseguiría acabar con él, para provocar el eterno caos en el universo. Cerca de la raíz de Asgard fluía el Urd, donde se situaba el Gladsheim, donde solían reunirse los Aesir. Las Nornas, que controlaban el destino, también vivían en este arroyo. Junto a la raíz del Jotunheim estaba el pozo de la sabiduría vigilado por Mimir. Era aquí donde Heimdall guardaba el cuerno que haría sonar al comienzo del Ragnarök (el ocaso de los dioses o fin del mundo conocido).
Durante mucho tiempo los æsir, gigantes, enanos, duendes y los hombres vivieron en armonía. No había conflictos entre unos y otros, por lo que no había ningún problema.
Existían algunas criaturas que ni siquiera los æsir podían soportar. Una de ellas era una bruja llamada Gullveig. Siempre que visitaba Asgard dejaba entrever su pasión por el oro y tanta avaricia resultaba repulsiva a los ojos de los æsir. Un día, durante uno de sus viajes, los æsir no pudieron soportarla más, y la mataron. Después lanzaron su cuerpo a una gran hoguera en medio del Gladsheim.
Pero los poderes de Gullveig eran extraordinarios. Tres veces la mataron los Aesir, y otras tantas la arrojaron al fuego, pero cada vez ella resucitaba de las llamas. Después de esto, los Aesir la llamaron Heid, la que brilla. Heid pronto se convirtió en una diosa de la maldad, que esparcía sus poderes para corromperlo todo.
Cuando los vanir, los dioses del mundo natural, que vivían en el reino de Vanaheim, no lejos del Asgard, se enteraron de que los æsir habían tomado parte en la creación de esta malvada diosa, se enfurecieron y les declararon la guerra.
La guerra fue encarnizada durante mucho tiempo, ningún bando consiguió aventajar al otro. Cuando los æsir lograban derrumbar la muralla del Vanaheim, los vanir hacían uso de sus poderes mágicos para derribar la de Asgard. Se hizo evidente a los ojos de las dos partes que no podía haber ningún ganador, por lo que acordaron una tregua. Decidieron que æsir y vanir vivirían en paz. Para asentar este acuerdo, ambas partes intercambiaron sus jefes. Los æsir enviaron a Vili y Mimir con los vanir. Vili era considerado por todos como un líder por nacimiento, poderoso tanto de mente como de cuerpo, y a Mimir, el guardián del pozo de la sabiduría, se le consideraba la personificación del saber. Los vanir enviaron a Njord, el rey del verano, y a su hijo Frey, dios del sol y la primavera. Junto con ellos vino Kvasir, que había nacido de la mezcla de la saliva de los æsir y de los vanir, y también Freya, hermana de Frey, que se convertiría en diosa de la belleza y del amor y sería la reina de las valquirias de Odín.

## Árbol genealógico deæsiryvanir
|        |        |        |        |         |         |         |         |         |         |         |         |         |         |       |       |         |         |         |         |         |         |       |       |       |       |       |       |       |       |      |      | Buri | Buri | Buri | Buri | Buri | Buri |       |       |       |       |       |       |       |       |       |       | Bolthorn | Bolthorn | Bolthorn | Bolthorn | Bolthorn | Bolthorn |         |         |          |          |          |          |          |          |         |         |         |         |         |         |  |  |       |       |       |       |       |       |        |        |        |        |        |        |      |      |  |  |
|        |        |        |        |         |         |         |         |         |         |         |         |         |         |       |       |         |         |         |         |         |         |       |       |       |       |       |       |       |       |      |      | Buri | Buri | Buri | Buri | Buri | Buri |       |       |       |       |       |       |       |       |       |       | Bolthorn | Bolthorn | Bolthorn | Bolthorn | Bolthorn | Bolthorn |         |         |          |          |          |          |          |          |         |         |         |         |         |         |  |  |       |       |       |       |       |       |        |        |        |        |        |        |      |      |  |  |
|        |        |        |        |         |         |         |         |         |         |         |         |         |         |       |       | Delling | Delling | Delling | Delling | Delling | Delling |       |       | Nótt  | Nótt  | Nótt  | Nótt  | Nótt  | Nótt  |      |      | Bor  | Bor  | Bor  | Bor  | Bor  | Bor  |       |       |       |       |       |       |       |       |       |       | Bestla   | Bestla   | Bestla   | Bestla   | Bestla   | Bestla   |         |         | Fjörgynn | Fjörgynn | Fjörgynn | Fjörgynn | Fjörgynn | Fjörgynn |         |         |         |         |         |         |  |  |       |       |       |       |       |       |        |        |        |        |        |        |      |      |  |  |
|        |        |        |        |         |         |         |         |         |         |         |         |         |         |       |       | Delling | Delling | Delling | Delling | Delling | Delling |       |       | Nótt  | Nótt  | Nótt  | Nótt  | Nótt  | Nótt  |      |      | Bor  | Bor  | Bor  | Bor  | Bor  | Bor  |       |       |       |       |       |       |       |       |       |       | Bestla   | Bestla   | Bestla   | Bestla   | Bestla   | Bestla   |         |         | Fjörgynn | Fjörgynn | Fjörgynn | Fjörgynn | Fjörgynn | Fjörgynn |         |         |         |         |         |         |  |  |       |       |       |       |       |       |        |        |        |        |        |        |      |      |  |  |
|        |        |        |        |         |         |         |         |         |         |         |         |         |         |       |       |         |         |         |         |         |         |       |       |       |       |       |       |       |       |      |      |      |      |      |      |      |      |       |       |       |       |       |       |       |       |       |       |          |          |          |          |          |          |         |         |          |          |          |          |          |          |         |         |         |         |         |         |  |  |       |       |       |       |       |       |        |        |        |        |        |        |      |      |  |  |
|        |        |        |        |         |         |         |         |         |         |         |         |         |         |       |       |         |         |         |         |         |         |       |       |       |       |       |       |       |       |      |      |      |      |      |      |      |      |       |       |       |       |       |       |       |       |       |       |          |          |          |          |          |          |         |         |          |          |          |          |          |          |         |         |         |         |         |         |  |  |       |       |       |       |       |       |        |        |        |        |        |        |      |      |  |  |
|        |        |        |        |         |         |         |         |         |         |         |         |         |         |       |       | Dagr    | Dagr    | Dagr    | Dagr    | Dagr    | Dagr    |       |       | Jörd  | Jörd  | Jörd  | Jörd  | Jörd  | Jörd  |      |      | Vili | Vili | Vili | Vili | Vili | Vili |       |       | Ve    | Ve    | Ve    | Ve    | Ve    | Ve    |       |       | Odín     | Odín     | Odín     | Odín     | Odín     | Odín     |         |         | Frigg    | Frigg    | Frigg    | Frigg    | Frigg    | Frigg    |         |         |         |         |         |         |  |  |       |       |       |       |       |       | Ivaldi | Ivaldi | Ivaldi | Ivaldi | Ivaldi | Ivaldi |      |      |  |  |
|        |        |        |        |         |         |         |         |         |         |         |         |         |         |       |       | Dagr    | Dagr    | Dagr    | Dagr    | Dagr    | Dagr    |       |       | Jörd  | Jörd  | Jörd  | Jörd  | Jörd  | Jörd  |      |      | Vili | Vili | Vili | Vili | Vili | Vili |       |       | Ve    | Ve    | Ve    | Ve    | Ve    | Ve    |       |       | Odín     | Odín     | Odín     | Odín     | Odín     | Odín     |         |         | Frigg    | Frigg    | Frigg    | Frigg    | Frigg    | Frigg    |         |         |         |         |         |         |  |  |       |       |       |       |       |       | Ivaldi | Ivaldi | Ivaldi | Ivaldi | Ivaldi | Ivaldi |      |      |  |  |
|        |        |        |        |         |         |         |         |         |         |         |         |         |         |       |       |         |         |         |         |         |         |       |       |       |       |       |       |       |       |      |      |      |      |      |      |      |      |       |       |       |       |       |       |       |       |       |       |          |          |          |          |          |          |         |         |          |          |          |          |          |          |         |         |         |         |         |         |  |  |       |       |       |       |       |       |        |        |        |        |        |        |      |      |  |  |
|        |        |        |        |         |         |         |         |         |         |         |         |         |         |       |       |         |         |         |         |         |         |       |       |       |       |       |       |       |       |      |      |      |      |      |      |      |      |       |       |       |       |       |       |       |       |       |       |          |          |          |          |          |          |         |         |          |          |          |          |          |          |         |         |         |         |         |         |  |  |       |       |       |       |       |       |        |        |        |        |        |        |      |      |  |  |
|        |        |        |        |         |         |         |         |         |         |         |         |         |         |       |       |         |         |         |         |         |         |       |       |       |       |       |       |       |       |      |      |      |      |      |      |      |      |       |       |       |       |       |       |       |       |       |       |          |          |          |          |          |          |         |         |          |          |          |          |          |          |         |         |         |         |         |         |  |  |       |       |       |       |       |       |        |        |        |        |        |        |      |      |  |  |
|        |        |        |        |         |         |         |         |         |         |         |         |         |         |       |       |         |         |         |         |         |         |       |       |       |       |       |       |       |       |      |      |      |      |      |      |      |      |       |       |       |       |       |       |       |       |       |       |          |          |          |          |          |          |         |         |          |          |          |          |          |          |         |         |         |         |         |         |  |  |       |       |       |       |       |       |        |        |        |        |        |        |      |      |  |  |
|        |        |        |        |         |         |         |         |         |         |         |         |         |         | Þjazi | Þjazi | Þjazi   | Þjazi   | Þjazi   | Þjazi   |         |         | Sif   | Sif   | Sif   | Sif   | Sif   | Sif   |       |       | Thor | Thor | Thor | Thor | Thor | Thor |      |      | Nanna | Nanna | Nanna | Nanna | Nanna | Nanna |       |       | Baldr | Baldr | Baldr    | Baldr    | Baldr    | Baldr    |          |          | Höðr    | Höðr    | Höðr     | Höðr     | Höðr     | Höðr     |          |          | Hermodr | Hermodr | Hermodr | Hermodr | Hermodr | Hermodr |  |  | Bragi | Bragi | Bragi | Bragi | Bragi | Bragi |        |        | Idun   | Idun   | Idun   | Idun   | Idun | Idun |  |  |
|        |        |        |        |         |         |         |         |         |         |         |         |         |         | Þjazi | Þjazi | Þjazi   | Þjazi   | Þjazi   | Þjazi   |         |         | Sif   | Sif   | Sif   | Sif   | Sif   | Sif   |       |       | Thor | Thor | Thor | Thor | Thor | Thor |      |      | Nanna | Nanna | Nanna | Nanna | Nanna | Nanna |       |       | Baldr | Baldr | Baldr    | Baldr    | Baldr    | Baldr    |          |          | Höðr    | Höðr    | Höðr     | Höðr     | Höðr     | Höðr     |          |          | Hermodr | Hermodr | Hermodr | Hermodr | Hermodr | Hermodr |  |  | Bragi | Bragi | Bragi | Bragi | Bragi | Bragi |        |        | Idun   | Idun   | Idun   | Idun   | Idun | Idun |  |  |
|        |        |        |        |         |         |         |         |         |         |         |         |         |         |       |       |         |         |         |         |         |         |       |       |       |       |       |       |       |       |      |      |      |      |      |      |      |      |       |       |       |       |       |       |       |       |       |       |          |          |          |          |          |          |         |         |          |          |          |          |          |          |         |         |         |         |         |         |  |  |       |       |       |       |       |       |        |        |        |        |        |        |      |      |  |  |
|        |        |        |        |         |         |         |         |         |         |         |         |         |         |       |       |         |         |         |         |         |         |       |       |       |       |       |       |       |       |      |      |      |      |      |      |      |      |       |       |       |       |       |       |       |       |       |       |          |          |          |          |          |          |         |         |          |          |          |          |          |          |         |         |         |         |         |         |  |  |       |       |       |       |       |       |        |        |        |        |        |        |      |      |  |  |
| Njörðr | Njörðr | Njörðr | Njörðr | Njörðr  | Njörðr  |         |         | Nerthus | Nerthus | Nerthus | Nerthus | Nerthus | Nerthus |       |       | Njörðr  | Njörðr  | Njörðr  | Njörðr  | Njörðr  | Njörðr  |       |       | Skadi | Skadi | Skadi | Skadi | Skadi | Skadi |      |      | Ull  | Ull  | Ull  | Ull  | Ull  | Ull  |       |       | Þrúðr | Þrúðr | Þrúðr | Þrúðr | Þrúðr | Þrúðr |       |       |          |          | Forseti  | Forseti  | Forseti  | Forseti  | Forseti | Forseti |          |          |          |          |          |          |         |         |         |         |         |         |  |  |       |       |       |       |       |       |        |        |        |        |        |        |      |      |  |  |
| Njörðr | Njörðr | Njörðr | Njörðr | Njörðr  | Njörðr  |         |         | Nerthus | Nerthus | Nerthus | Nerthus | Nerthus | Nerthus |       |       | Njörðr  | Njörðr  | Njörðr  | Njörðr  | Njörðr  | Njörðr  |       |       | Skadi | Skadi | Skadi | Skadi | Skadi | Skadi |      |      | Ull  | Ull  | Ull  | Ull  | Ull  | Ull  |       |       | Þrúðr | Þrúðr | Þrúðr | Þrúðr | Þrúðr | Þrúðr |       |       |          |          | Forseti  | Forseti  | Forseti  | Forseti  | Forseti | Forseti |          |          |          |          |          |          |         |         |         |         |         |         |  |  |       |       |       |       |       |       |        |        |        |        |        |        |      |      |  |  |
|        |        |        |        |         |         |         |         |         |         |         |         |         |         |       |       |         |         |         |         |         |         |       |       |       |       |       |       |       |       |      |      |      |      |      |      |      |      |       |       |       |       |       |       |       |       |       |       |          |          |          |          |          |          |         |         |          |          |          |          |          |          |         |         |         |         |         |         |  |  |       |       |       |       |       |       |        |        |        |        |        |        |      |      |  |  |
|        |        |        |        |         |         |         |         |         |         |         |         |         |         |       |       |         |         |         |         |         |         |       |       |       |       |       |       |       |       |      |      |      |      |      |      |      |      |       |       |       |       |       |       |       |       |       |       |          |          |          |          |          |          |         |         |          |          |          |          |          |          |         |         |         |         |         |         |  |  |       |       |       |       |       |       |        |        |        |        |        |        |      |      |  |  |
| Gerda  | Gerda  | Gerda  | Gerda  | Gerda   | Gerda   |         |         | Freyr   | Freyr   | Freyr   | Freyr   | Freyr   | Freyr   |       |       | Freyja  | Freyja  | Freyja  | Freyja  | Freyja  | Freyja  |       |       | Óðr   | Óðr   | Óðr   | Óðr   | Óðr   | Óðr   |      |      |      |      |      |      |      |      |       |       | Gríðr | Gríðr | Gríðr | Gríðr | Gríðr | Gríðr |       |       | Odín     | Odín     | Odín     | Odín     | Odín     | Odín     |         |         | Rind     | Rind     | Rind     | Rind     | Rind     | Rind     |         |         |         |         |         |         |  |  |       |       |       |       |       |       |        |        |        |        |        |        |      |      |  |  |
| Gerda  | Gerda  | Gerda  | Gerda  | Gerda   | Gerda   |         |         | Freyr   | Freyr   | Freyr   | Freyr   | Freyr   | Freyr   |       |       | Freyja  | Freyja  | Freyja  | Freyja  | Freyja  | Freyja  |       |       | Óðr   | Óðr   | Óðr   | Óðr   | Óðr   | Óðr   |      |      |      |      |      |      |      |      |       |       | Gríðr | Gríðr | Gríðr | Gríðr | Gríðr | Gríðr |       |       | Odín     | Odín     | Odín     | Odín     | Odín     | Odín     |         |         | Rind     | Rind     | Rind     | Rind     | Rind     | Rind     |         |         |         |         |         |         |  |  |       |       |       |       |       |       |        |        |        |        |        |        |      |      |  |  |
|        |        |        |        |         |         |         |         |         |         |         |         |         |         |       |       |         |         |         |         |         |         |       |       |       |       |       |       |       |       |      |      |      |      |      |      |      |      |       |       |       |       |       |       |       |       |       |       |          |          |          |          |          |          |         |         |          |          |          |          |          |          |         |         |         |         |         |         |  |  |       |       |       |       |       |       |        |        |        |        |        |        |      |      |  |  |
|        |        |        |        | Fjölnir | Fjölnir | Fjölnir | Fjölnir | Fjölnir | Fjölnir |         |         |         |         |       |       |         |         |         |         | Hnoss   | Hnoss   | Hnoss | Hnoss | Hnoss | Hnoss |       |       |       |       |      |      |      |      |      |      |      |      |       |       |       |       | Vidar | Vidar | Vidar | Vidar | Vidar | Vidar |          |          | Vali     | Vali     | Vali     | Vali     | Vali    | Vali    |          |          |          |          |          |          |         |         |         |         |         |         |  |  |       |       |       |       |       |       |        |        |        |        |        |        |      |      |  |  |